# Comuna de Joniec
Joniec (polaco: Gmina Joniec) é uma gminy (comuna) na Polónia, na voivodia de Mazóvia e no condado de Płoński. A sede do condado é a cidade de Joniec.
De acordo com os censos de 2004, a comuna tem 2620 habitantes, com uma densidade 36,1 hab/km².

## Área
Estende-se por uma área de 72,64 km², incluindo:
- área agricola: 74%
- área florestal: 19%

## Demografia
Dados de 30 de Junho 2004:
|                      | Total   | Total | Mulheres | Mulheres | Homens  | Homens |
| -------------------- | ------- | ----- | -------- | -------- | ------- | ------ |
|                      | pessoas | %     | pessoas  | %        | pessoas | %      |
| População            | 2620    | 100   | 1341     | 51,2     | 1279    | 48,8   |
| Densidade (pop./km²) | 36,1    | 100   | 18,5     | 18,5     | 17,6    | 17,6   |

De acordo com dados de 2002, o rendimento médio per capita ascendia a 1115,75 zł.

## Subdivisões
- Adamowo, Joniec, Joniec-Kolonia, Józefowo, Krajęczyn, Królewo, Ludwikowo, Nowa Wrona, Omięciny, Osiek, Popielżyn Górny, Popielżyn-Zawady, Proboszczewice, Sobieski, Soboklęszcz, Stara Wrona, Szumlin.

## Comunas vizinhas
- Nasielsk, Nowe Miasto, Płońsk, Sochocin, Zakroczym, Załuski